# Албинизам
Албинизам (окулокутани албинизам) је група болести које се наслеђују аутозомно рецесивно. Код албинизма је продукција пигмента коже-меланина смањена, а код типа I-A се готово не производи.
Меланин се синтетише у пигментним ћелијама коже, меланоцитима. Ове ћелије производе меланин из аминокисилине тирозин уз помоћ ензима тирозиназе, а затим га депонују у цитоплазматске везикуле, меланозоми. Код албинизма је број маланоцита нормалан, али је поремећена синтеза меланина.
Учесталост окулокутаног албинизма је око 1:20.000.

## Класификација
Албинизам је подељен на тип I и тип II.

### Албинизам тип I
Код овог типа постоји дефект ензима тирозиназа, који игра кључну улогу у процесу синтезе меланина из аминокиселине тирозин.
Унутар овог типа постоји више подтипова:
- Тип I-А

Једино се код овог типа среће потпуно одсуство меланина. Код свих осталих се може наћи у мањим траговима. Симптоми су:
- потпуно бела боја коже[1], често се јављају опекотине од Сунца, јер фали заштитни пигмент-меланин.
- коса је светлоплава[1]
- очи су бледо-светлоплаве боје, зеница је црвенкасте боје јер се виде капилари пошто нема пигмента[1]
- фотофобија, страбизам (разрокост), ослабљен вид[1]
- нистагмус
- Тип I-Б

Продукција меланина је јако смањена, али су ипак мале количине меланина присутне.
- Коса је жуто-црвенкасте боје

Остали симптоми су слабије изражени него код типа I-А
- Тип I-МБ

Минимална продукција меланина, али је ипак присутан.
- Тип I-ТС (температур-сензитивна продукција меланина)

Код ове форме је продукција меланина зависна од температуре тела. Нормална температура тела инактивира продукцију, али на екстремитетима где је температура нешто нижа пигментација је присутна.

### Албинизам тип II
Код овог типа ензим тирозиназа функционише нормално. Узрок ове форме је непознат.

## Узрок
Окулокутани албинизам тип I је изазван мутацијом гена на хромозому 11 сегмент q14-q21.
Код типа II је дошло до мутације на хромозому 15 у сегменту q11.2-q12.

## Слична обољења
- Шедијак-Хигаши синдром
- Хермански-пудлак синдром
- Прадер-Вили синдром